# Edward Astley (4e baronnet)
Edward Astley, 4e baronnet (26 décembre 1729 - 27 mars 1802) est un homme politique britannique qui siège à la Chambre des communes de 1768 à 1790. 

## Jeunesse et carrière
Il est le fils aîné de Jacob Astley, 3e baronnet et de sa deuxième épouse Lucy le Strange, la plus jeune fille de Nicholas le Strange, 4e baronnet et est baptisé à Hindolveston à Norfolk trois jours après sa naissance. Il est admis au Pembroke College de Cambridge en 1747. En 1760, Astley succède à son père comme baronnet. 
Il est nommé haut shérif de Norfolk pour 1763-1764 et, en 1768, il se présente avec succès en tant que député de Norfolk, la même circonscription que son arrière-grand-père, Jacob Astley (1er baronnet), avait également représentée. Il occupe ce siège jusqu'aux élections générales de 1790, date à laquelle il prend sa retraite. 

## Mariage et enfants

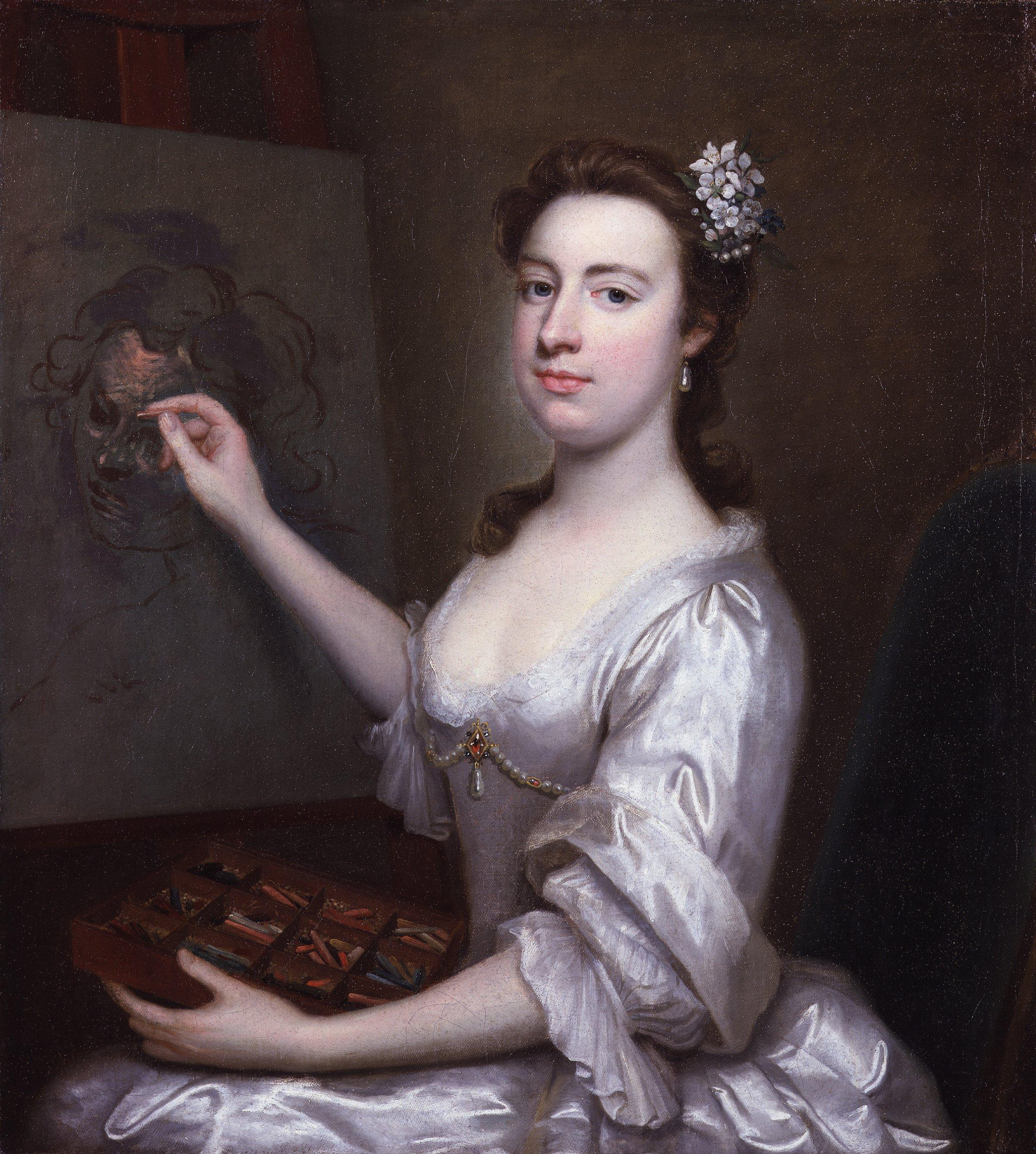
Rhoda Delaval, première épouse d'Edward Astley, par Arthur Pond.

Astley épouse Rhoda Delaval, la fille aînée de Francis Blake Delaval en 1751. Elle meurt en couches en 1757 et Astley se remarie deux ans plus tard avec Anne Milles, la plus jeune fille de Christopher Milles, à l'Église Sainte-Marguerite de Westminster. Elle meurt en 1792, et il épouse Elizabeth Bullen à l'Église St Marylebone l'année suivante. Astley a trois fils et une fille de sa première épouse et cinq fils et deux filles de sa deuxième épouse. Il est décédé, âgé de 72 ans et est enterré à Melton Constable  la famille Astley y résidant depuis 1236. Astley est remplacé comme baronnet par son troisième fils survivant, Jacob Astley (5e baronnet) qui à cette époque siège également pour le Norfolk à la Chambre des communes. 